# FAO
L'Organizzazione delle Nazioni Unite per l'alimentazione e l'agricoltura, in sigla FAO (dall'inglese Food and Agriculture Organization of the United Nations), è un istituto specializzato dell'Organizzazione delle Nazioni Unite, fatto con lo scopo di far crescere i livelli di nutrizione, aumentare la produttività agricola, migliorare la vita delle popolazioni rurali e contribuire alla crescita economica mondiale nel  territorio.
La FAO fu fondata il 16 ottobre 1945 a Québec, in Canada, e dal 1951 la sede è stata trasferita da Washington a Roma, presso il Palazzo FAO. A maggio del 2020 ne sono membri 194 Stati, a cui si aggiungono l'Unione europea e 2 membri associati (Isole Faroe e Tokelau).

## Storia ed evoluzione

### Le origini della FAO
Un primo tentativo di creazione di un ente sul piano internazionale per la cooperazione in materia agricola agli inizi del ventesimo secolo si ebbe ad opera di Vittorio Emanuele III, il quale, insieme ai delegati di settantaquattro Stati partecipanti, sottoscrisse il 27 giugno 1904 la convenzione istitutiva dell'Istituto internazionale di agricoltura. Tale istituto cominciò a operare solo nel 1908 e con ristretti campi d'azione poiché, a norma dell'articolo 9 della Convenzione, esso provvedeva solamente alla raccolta ed alla pubblicazione di informazioni statistiche, tecniche ed economiche relative all'agricoltura e ad altre materie, prevedendo sempre lo stesso articolo unicamente la possibilità di elaborare delle proposte da sottoporre all'approvazione dei Governi.
Solo nel 1935 si ebbe la creazione in seno alla Società delle Nazioni, ad opera di Stanley Bruce, Frank Lidgett McDougall e John Boyd Orr, di un comitato misto che si occupasse di problemi agricoli ed alimentari.

#### Da Hot Springs a Quebec City
Soprattutto grazie agli sforzi di Frank McDonegall, finalizzati alla creazione di una organizzazione intergovernativa, Roosevelt convocò ad Hot Springs in Virginia il 18 maggio 1943 una conferenza delle Nazioni Unite sull'alimentazione e l'agricoltura. Le trentatré raccomandazioni e i tre rapporti sulla produzione costituenti l'atto finale della conferenza conclusasi il 3 giugno 1943 stabilirono un accordo sostanziale tra i partecipanti sotto due profili: da un lato la necessità di una maggiore produzione agricola a livello mondiale, la necessità della diffusione delle conoscenze tecniche, la responsabilità di ogni governo nella garanzia di una sufficiente alimentazione della propria popolazione; dall'altro lato, la creazione di una commissione provvisoria composta da quarantaquattro stati, presieduta dal canadese L.B. Pearson con l'ausilio di due vicepresidenti, con il compito di elaborare lo Statuto dell'Organizzazione delle Nazioni Unite per l'alimentazione e l'agricoltura.
Tuttavia, fin dall'inizio, emerse una divisione profonda sulle mansioni dell'ente in quanto si venne a creare una bipartizione fra funzioni prevalentemente operative e funzioni esclusivamente consultive: questa situazione di fatto continuò per molti anni e caratterizzò l'operato della FAO in tutti i suoi sviluppi fino a non molto tempo fa.

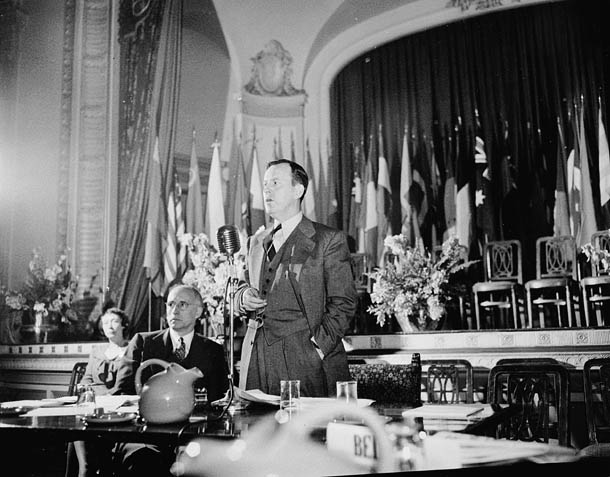
Lester Bowles Pearson presiede la sessione plenaria della conferenza fondante della FAO nell'ottobre 1945

Comunque la prima conferenza della FAO fu convocata a Québec City il 16 ottobre 1945: in questa data, in forza dell'articolo XXI in tema di procedura per la conclusione del trattato istitutivo della FAO, si realizzò una coincidenza fra l'entrata in vigore del trattato istitutivo e l'effettivo insediamento dell'Organizzazione: la conferenza fu immediatamente l'organo plenario della FAO, titolare di tutte le competenze che ad essa attribuiva il trattato istitutivo.
Dalla generalità della formulazione degli scopi prefissati, dalla vacuità dell'impegno di migliorare l'alimentazione e le condizioni di vita delle popolazioni (soprattutto di quelle rurali), dalla finalità esplicita di raccogliere, analizzare, e diffondere tutte le informazioni relative alla nutrizione nonché all'agricoltura ed all'alimentazione, non può che scaturire la conclusione che vede come primaria la funzione consultiva di questo organismo al momento della sua nascita.
Si aggiunga, poi, che l'Unione Sovietica, nonostante la partecipazione alla conferenza e la possibilità di prendere parte alla FAO fin dall'inizio con lo status di membro fondatore, non firmò, assieme alla Bielorussia ed all'Ucraina, lo statuto.
Durante i lavori, fu nominato il Direttore Generale ed il Comitato esecutivo e si raccomandò agli Stati che appartenessero contemporaneamente alla FAO ed all'Istituto internazionale di agricoltura la convocazione dell'Assemblea Generale dell'Istituto per la liquidazione di quest'ultimo ed il trasferimento al nuovo ente dei suoi beni e delle sue funzioni; fu autorizzata anche la conclusione di un accordo di collegamento con l'ONU, la cui entrata in vigore comportò che la FAO entrasse di diritto ad essere il primo istituto specializzato delle Nazioni Unite.
La sede dell'Organizzazione venne stabilita a Washington ma, in seguito alla decisione adottata dalla Conferenza generale nella quinta sessione nel 1949, dal 1951 essa si trova a Roma, alle Terme di Caracalla, nell'edificio dell'ex ministero dell'Africa Italiana messo a disposizione dal governo italiano.
Resta ora da sottolineare la significativa influenza che gli Stati Uniti ebbero soprattutto in questi anni: difatti lo spirito propulsivo del Presidente Roosevelt aveva fatto sì che la FAO fosse istituita negli USA, la sede (originariamente) fosse prevista a Washington, il primo Direttore Generale fosse, con il suo placet, Sir John Boyd Orr, il secondo Direttore Generale fosse Norris E. Dodd, il terzo Direttore Generale fosse Philip Cardon.

#### L'atto costitutivo
Esaminata sommariamente la parte cosiddetta "statica", quella cioè che comprende la costituzione e gli scopi di questo Istituto specializzato e tralasciando il problema del reperimento dei dipendenti nonché i primissimi atti ed iniziative – quali il Consiglio internazionale della crisi agricola, l'Ufficio alimentare mondiale -, rimane ora da esaminare la parte "dinamica" e cioè i mezzi d'azione previsti dall'atto costitutivo. Questi ultimi sono sostanzialmente di due tipi: gli atti "quasi normativi" e l'assistenza tecnica. L'articolo 1 par. 2 lettera d) dell'atto costitutivo dispone che l'Organizzazione può incoraggiare o raccomandare qualsiasi azione di carattere nazionale o internazionale relativa «al miglioramento delle tecniche di trasformazione, di commercializzazione e di distribuzione dei prodotti alimentari ed agricoli» .
Questo strumento è stato adoperato in maniera peculiare per quanto riguarda le eccedenze agricole.
Si è fornita anche la definizione, nel 1949, di eccedenza da intendersi come: «disponibilità di prodotti alimentari e agricoli per la quale non c'è alcuna domanda effettiva al livello attuale dei prezzi, sulla base del pagamento nella moneta del paese produttore». Sulla falsariga di tale definizione scaturirono due direttive che segnatamente stabilirono lo smaltimento "ordinato" degli stock da parte degli Stati membri (evitando così preoccupanti e possibili ricadute negative sul mercato e sui prezzi) e l'incarico alla Commissione dei prodotti di studiare strategie e principi per lo smaltimento delle eccedenze.
Questo rappresentò il primo riuscito esempio di codice di condotta nell'applicazione effettiva della politica della FAO in materia di eccedenze.

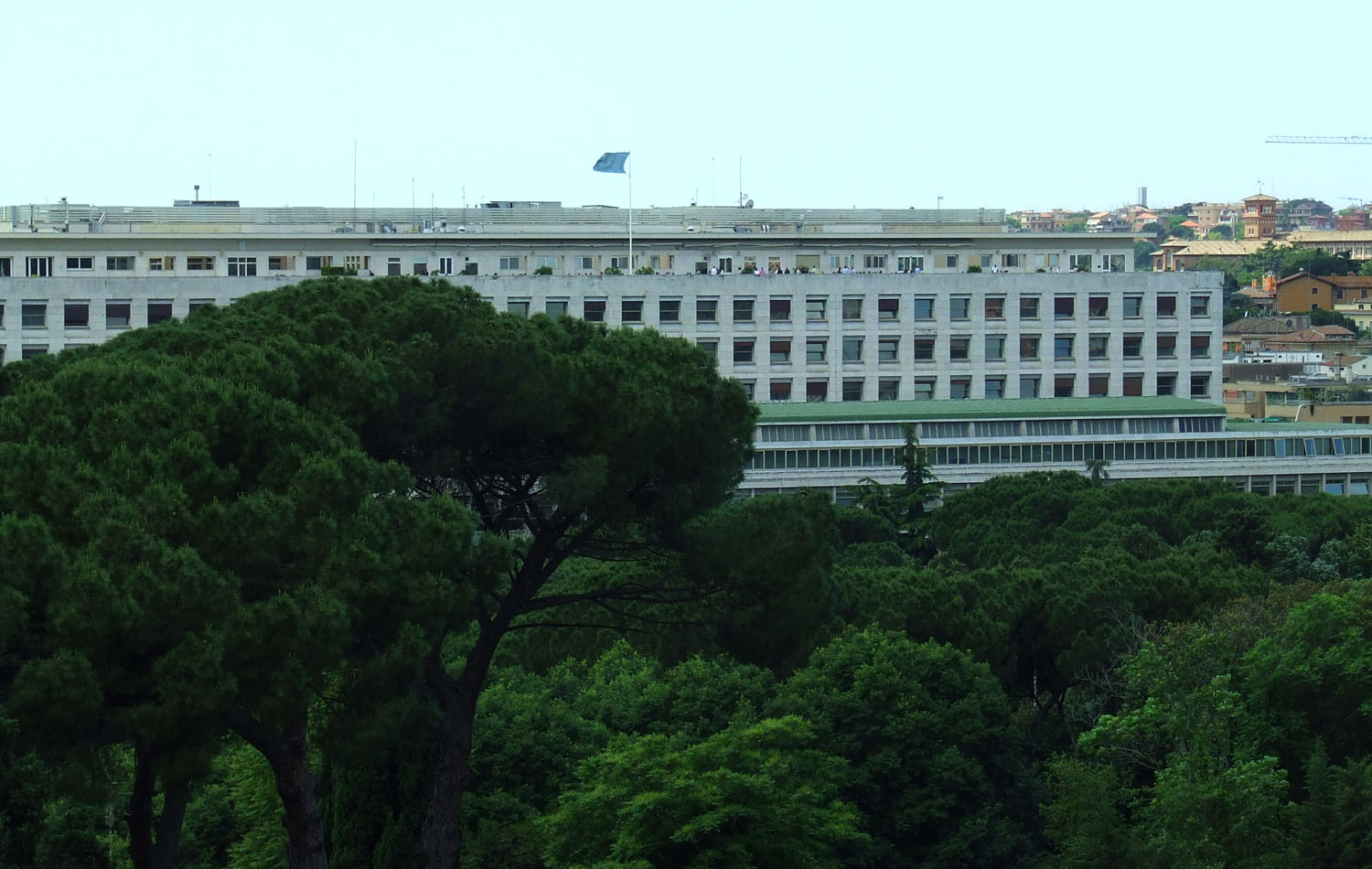
Sede della FAO, a Roma, in Viale delle Terme di Caracalla.

Questa situazione, però, se da un lato non poteva che rappresentare un primo grande traguardo negli anni 50/60 per l'operato della FAO, dall'altro costituiva sic et simpliciter il punto di partenza di un problema assai spinoso: l'utilizzazione delle eccedenze. Ciò implicava nuovamente che gli interessi economici dei mercati dei paesi produttori assumessero una posizione diametralmente opposta a quella che prevedeva l'impiego delle stesse per facilitare lo sviluppo economico e la costituzione di riserve dei paesi poveri. Gli ingenti interessi delle operazioni commerciali che costituivano (e costituiscono) il telaio dei mercati nazionali (soprattutto dei paesi più industrializzati) fecero sì che non si giungesse tra il 1952 ed il 1963 ad una completa e soddisfacente soluzione del problema della penuria agroalimentare, vanificando quello che sarebbe potuto essere definito come l'antenato del progetto della sicurezza alimentare mondiale, ripreso solamente verso gli anni settanta.
L'articolo 1, paragrafo 3, lettera a e b) delucida invece che la FAO può fornire agli Stati membri l'assistenza tecnica che essi richiedono ed aiutarli ad eseguire gli obblighi derivanti dalla loro partecipazione all'Organizzazione. La consuetudine operativa dell'assistenza tecnica presenta quattro peculiarità che sono rimaste invariate dagli anni cinquanta fino agli anni settanta.
Risulta palese infatti che fin dall'inizio la FAO abbia preso parte ai programmi operativi istituiti dalle Nazioni Unite fornendo il proprio supporto tecnico-scientifico, che abbia fermamente adottato la concezione dell'aiuto allo sviluppo, che abbia dimostrato un costante approccio prudente e speculare alla equilibrata politica operativa, che abbia sempre avuto una perdurante dipendenza economica dalle Nazioni Unite. Tale politica in quei tempi fu sicuramente sostenuta dal neoeletto Direttore Generale della FAO, l'economista indiano Binay Ranjan Sen appartenente al gruppo (che sempre più si andava rinforzando quantitativamente in seno all'Organizzazione) dei paesi in via di sviluppo.

### L'evoluzione dal 1946 al 1970
Occorre ora tratteggiare i profili essenziali degli sviluppi dell'Organizzazione delle Nazioni Unite per l'alimentazione e l'agricoltura in funzione di un triplice ordine di idee: il primo riguarda il mutamento d'indirizzo politico di questo istituto specializzato in merito al pragmatismo delle proprie iniziative, il secondo concerne la metodologia euristica, il terzo la fenomenologia dei risultati.
Il primo punto d'analizzare risulta essere composto da tre iniziative intraprese in maniera esclusiva (oppure in concorso cooperativo) dalla FAO e cioè la "Campagna mondiale contro la fame", il "Programma alimentare mondiale", la creazione dell'UNCTAD.
La "Campagna mondiale contro la fame" può sicuramente considerarsi la risposta diretta della FAO alle problematiche dei primi anni sessanta anche se, come vedremo, i risultati non avranno un'apprezzabile portata.
Anzitutto l'enorme adesione a questo progetto da parte di organizzazioni non governative fu il leitmotiv che più distinse l'avvenimento: l'incontrovertibile testimonianza di una ormai risvegliata coscienza collettiva sensibile alle tematiche affrontate contribuì anche alla revisione della politica tradizionale di aiuto allo sviluppo, asserendo l'assoluta preminenza della necessità di un impegno mirante a sviluppare i fattori umani, sociali, ed istituzionali, su quello d'incrementare la produzione agricola.
Di lì a qualche anno però la situazione ripiegò su se stessa: fermi restando i sempre più elevati costi relativi all'attività d'esecuzione dei progetti di assistenza, la bipartizione (già accennata all'inizio di queste pagine) fra gli stati vedeva ora contrapposti questi ultimi anche sugli aspetti economici. E infatti, mentre i paesi in via di sviluppo erano propensi ad incrementare il bilancio della FAO con nuove contribuzioni, altri stati, che erano i più forti contribuenti (per tutti gli Stati Uniti d'America e il Regno Unito, che da soli fornivano il 42% delle risorse di bilancio), avversarono tale scelta al fine di avere in cambio un'effettiva contropartita. Ciò implicò lo stallo del progetto a causa della mancanza di un concreto e snello riassetto organizzativo.
Il "Programma alimentare mondiale" (Pam) è il secondo tassello nel mosaico delle iniziative degli anni sessanta. L'esame del Pam richiede però una premessa di carattere generale: l'attività della FAO era, apertis verbis, quella di un mero latore e coordinatore dell'assistenza bilaterale; l'emarginazione al modesto ruolo attribuitole nel palcoscenico internazionale poteva (e doveva) cessare in favore di una costituzione di responsabilità della messa in opera di un programma multilaterale in capo ad un istituto specializzato di questa ultima.
La proposta degli Stati Uniti rappresentava una soluzione intermedia tra le due tipologie operative sopra esposte: infatti questa nazione intendeva il programma come un'unità amministrativa subordinata al Direttore Generale della FAO e dotata di un organo politico alle dipendenze degli organi politici della FAO. Se non che, con la risoluzione 1/61 della Conferenza della FAO approvata dall'Assemblea Generale dell'ONU con risoluzione 1714 (XVI) del 19 dicembre 1961, il Pam acquistò l'ambigua valenza di una istituzione a metà strada tra l'ONU e la FAO, il che restrinse fortemente lo slancio operativo del programma, dovendo passare le attività sotto il vaglio dell'istituito Comitato Intergovernativo delle due Organizzazioni.
Il terzo più rilevante tassello oggetto di studio è la creazione dell'UNCTAD, efficace strumento per realizzare politiche e stabilire principi relativi al commercio internazionale di prodotti agricoli. Nata dalla volontà dei paesi in via di sviluppo, l'UNCTAD fece sì che la FAO accelerasse le consultazioni in seno ai gruppi di studio per gli scambi internazionali, stabilizzandole per dieci tipi di prodotti agricoli. Anche se a questo punto e per queste materie la FAO non poteva che raccomandare le procedure sugli scambi abituali, non si può disconoscere la sempre maggiore valenza che andavano progressivamente acquisendo tali gruppi. Ancora, considerevole rilievo riveste anche la Commissione del Codex Alimentarius, creata nel 1962 per attuare il programma congiunto FAO/WHO sulle norme alimentari: esso ha ad oggetto la protezione della salute dei consumatori, l'assicurazione della lealtà delle pratiche eseguite nel commercio dei prodotti alimentari e la promozione del coordinamento di tutti i lavori in materia di normativa alimentare svolti da organizzazioni internazionali governative e non. La Commissione, che comprende ventotto organi sussidiari specializzati, ha la responsabilità di mettere a punto le norme e, dopo una valutazione da parte dei governi, pubblicarle come standard regionali o mondiali.
Tirando ora le fila del discorso per ciò che concerne questo primo periodo evolutivo, si può chiaramente notare, senza enfatizzare eccessivamente, come l'Organizzazione fosse diventata una considerevole fonte di attività operative e, soprattutto, avesse un programma generale di sviluppo economico. Un consistente sviluppo tenendo presente la miriade di problematiche che questo istituto specializzato dell'ONU ha incontrato sul suo (primo) cammino.

### L'evoluzione dal 1970 al 1990
Il cambio di guardia fra il Direttore Generale uscente Binay Ranjan Sen ed il neoeletto olandese Addeke Hendrik Boerma costituirà un passo cruciale per la FAO nel 1969. Il nuovo responsabile dell'Organizzazione concettualizzò il problema agroalimentare spostando l'assetto operativo dall'incremento di derrate alimentari allo sviluppo tecnologico per la produzione di queste ultime: una concezione, quindi, qualitativa più che quantitativa.
Vennero così stabiliti nella susseguente ristrutturazione tre linee guida da seguire: l'individuazione dei settori prioritari (le famose "chiavi per lo sviluppo"), il riassetto organico dell'apparato istituzionale, l'ampliamento delle fonti di finanziamento.
Mentre l'Organizzazione intraprendeva l'opera sopra esposta, tra il 1972 ed il 1974 si verificò la peggiore crisi agroalimentare del secondo dopoguerra: la difficile situazione economica venne ulteriormente corroborata in negativo dalle pessime condizioni meteorologiche che pregiudicarono sensibilmente i raccolti di quegli anni, soprattutto nei paesi poveri della regione saheliano-sudanese.

A fronte di questo accadimento nel 1973 si elaborò, su base "quasi normativa" (i.e. sulla base di una promessa di buona fede), il progetto di Intesa internazionale sulla sicurezza alimentare mondiale: in forza di esso gli Stati firmatari si impegnarono a cooperare per assicurare in ogni momento approvvigionamenti mondiali di cereali sufficienti ad attenuare la fluttuazione della produzione e dei prezzi, ad adottare misure nazionali ed internazionali per accrescere celermente la produzione alimentare, ad offrire a condizioni ragionevoli le eccedenze disponibili all'esportazione nei periodi di penuria alimentare.

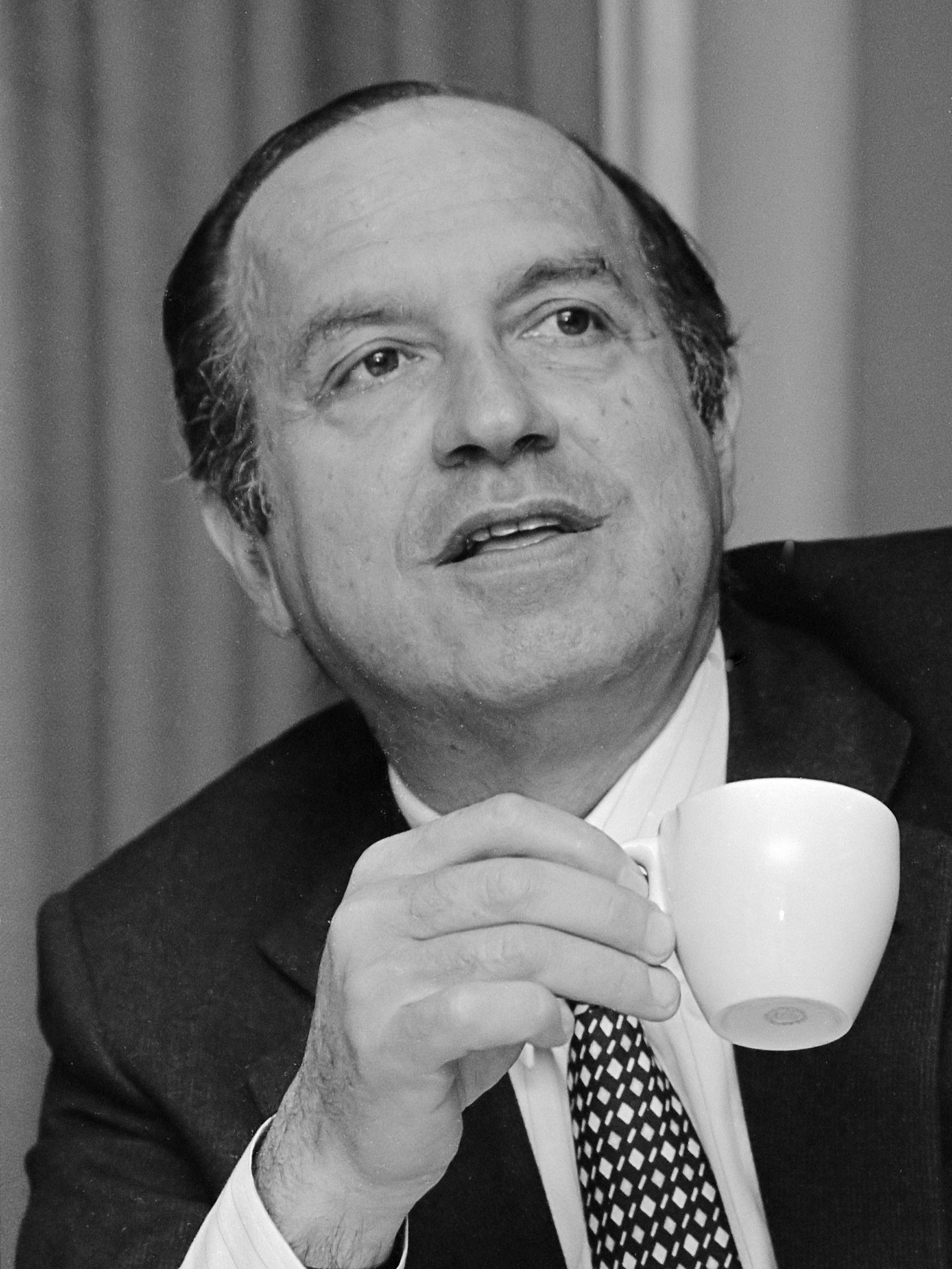
Edouard Saouma, direttore generale della FAO dal 1976 al 1993 - Foto del 1980

L'impatto sociale di questo episodio, che vedeva sempre più al margine il ruolo operativo della FAO, portò alla preparazione della Conferenza mondiale dell'alimentazione nella quale si adottarono ben 22 risoluzioni relative a tutti i settori propri dell'Organizzazione oltre l'esplicita adozione della dichiarazione universale per l'eliminazione definitiva della fame e della malnutrizione. Questi atti costituirono la prova tangibile della nuova concezione internazionale secondo cui era inscindibile una progettazione di sviluppo senza la soppressione dell'ingiustizia e della disuguaglianza nella società umana.
L'elezione nel novembre 1975 del libanese Edouard Saouma come nuovo Direttore Generale della FAO confermò l'orientamento di preferenza di elezione in posizioni apicali dei membri interni rispetto a quelli esterni. Uomo politico e manager di grande levatura, Saouma stabilì sin dall'inizio che la FAO, in primis, necessitava di una profonda ristrutturazione derivante dall'integrazione di quattro istituende direttrici: sfoltimento della burocrazia della sede centrale con contestuale riduzioni e di pubblicazioni e di riunioni e di personale, destinazione del risparmio realizzato sul bilancio ad un programma di cooperazione tecnica proprio della FAO, decentramento dell'Organizzazione con relativa istituzione di rappresentanti nei paesi in via di sviluppo, riorientamento dei programmi verso attività operative a scapito di studi teorici. Dovendo (rectius, potendo) soffermarci solo su quest'ultima direttrice, si può facilmente notare che essa consti sostanzialmente di tre componenti e cioè la sicurezza alimentare mondiale, la riforma delle strutture agrarie, il rapporto ambiente-energia. La concezione di sicurezza alimentare mondiale ha subito rilevanti modificazioni negli anni. Dall'Intesa proposta da Boerma nel 1973 si è giunti all'idea di assicurare a tutti ed in ogni momento l'accesso materiale ed economico agli alimenti di base indispensabili. Così facendo si ebbe (finalmente) nel 1985 il risultato tanto agognato del "Patto mondiale della sicurezza alimentare", proposto da Saouma grazie al quale la sicurezza alimentare mondiale è divenuta responsabilità dell'umanità.
La riforma delle strutture agrarie fissata nel 1979 dalla Conferenza mondiale sulla riforma agraria e lo sviluppo rurale, ha come suo presupposto teleologico la già detta Conferenza mondiale dell'alimentazione del 1974. Elemento informatore fu il riconoscimento della specificità della situazione di ciascuna regione e del carattere integrato delle procedure di riforma agraria nel contesto economico e sociale di ogni paese. Sebbene ci sia stata anche la codificazione di questi principi tramite un consensus generalizzato la realtà odierna dimostra che l'effetto sortito non ha raggiunto gli scopi prefissati. La terza fra le componenti suddette si estrinseca nella protezione dell'ambiente e delle fonti energetiche nel progresso agricolo e rurale (cd. sviluppo sostenibile). Stravolgendo l'ideologia precedente dell'Organizzazione (accelerata intensificazione della produzione agricola per ovviare alle carenze agroalimentari), si giunse allo sfruttamento razionale (e non pieno) delle risorse naturali con modelli di sintesi equilibrata fra condizioni ecologiche e bisogni socioeconomici.
Possiamo ora affermare che l'evoluzione funzionale e strutturale a questo stadio annovera, come elementi distintivi della FAO, ancorché facenti parte della famiglia del soft law, l'elaborazione di documenti programmatici per il medio e lungo termine rivolti allo sviluppo (oramai sufficientemente concepito in termini di autodeterminazione nazionale ed individuale, condizionato dalla giustizia economica e dall'uguaglianza sociale). In questi anni, però, continuava ad aggravarsi un annoso problema: il divario fra il Nord ed il Sud del mondo con particolare riferimento agli stati dell'Africa. Se si considera che moltissimi degli stati membri della FAO appartengono (ed appartenevano) a questo continente, si può facilmente comprendere la rilevanza internazionale che questa situazione riveste (e soprattutto a quei tempi rivestiva). L'operato dell'Organizzazione ha avuto due particolarità: l'adozione di interventi urgenti a partire dal 1982 e la pianificazione di azioni di medio-lungo periodo a far data dal 1983. La creazione di un Gruppo d'azione speciale FAO/Pam per identificare i paesi più colpiti e seguirli da vicino fu un'iniziativa di indiscutibile pragmatismo. L'esito della Conferenza regionale della FAO del 1984 consistette nell'assunzione di responsabilità in capo agli Stati africani del destino delle loro rispettive comunità: ovviamente l'Organizzazione avrebbe fornito tutta la cooperazione ed il sostegno tecnico richiestole. Una sfida enorme, invero, ma non impossibile, dal momento che l'Africa potrebbe disporre delle risorse rurali (e, specularmene, agricole) tali da permettere il venir meno del flagello della fame per gli individui che vivono in quel territorio.
Sul piano finanziario, inoltre, il Direttore Generale Saouma modificò la precedente procedura propositiva invertendo l'ordine (ma soprattutto il contenuto) decisionale: se precedentemente, in prima battuta, era d'uopo una previa riunione per annunciare i contributi volontari a progetti ancora da elaborare, ora il primo step prevedeva gruppi di lavoro, per paese, incaricati di formulare (in stretta collaborazione con la FAO e i governi interessati) progetti tecnicamente validi e successivamente riunioni per presentare i progetti sviluppati e mobilitare i finanziamenti necessari. Lo spostamento dell'ordine delle azioni dettato dall'immediatezza della prassi non poteva che comportare il raggiungimento di rapidi risultati, per non parlare della effettiva consapevolezza, fatta nascere a livello mondiale, della problematica situazione africana.
Effettivamente, analizzando le cifre economiche, si può ben vedere che il numero complessivo dei progetti approvati dal Centro investimenti per il periodo dal 1964 al 1990 ammonta a 833, per un totale di 35.879 miliardi di dollari. La ripartizione regionale degli impegni di spesa per progetti operativi della FAO in Africa è variata dal 34% dei fondi disponibili nel 1978-1979 al 48% del 1990 con trend sempre positivo: è un'ulteriore conferma di quanto su esposto. Quindi, nel corso degli anni ottanta, la fisionomia della FAO prevedeva obiettivi generali conformi agli scopi del nuovo ordine economico internazionale, molteplicità di programmi operativi realizzata con fondi multi/bilaterali, metodo d'azione più pragmatico rispetto alla tradizione di lavoro prevalentemente scientifico, attenzione verso i punti di crisi del sistema mondiale con particolare riferimento all'Africa.

### L'evoluzione dal 1990 al 2006

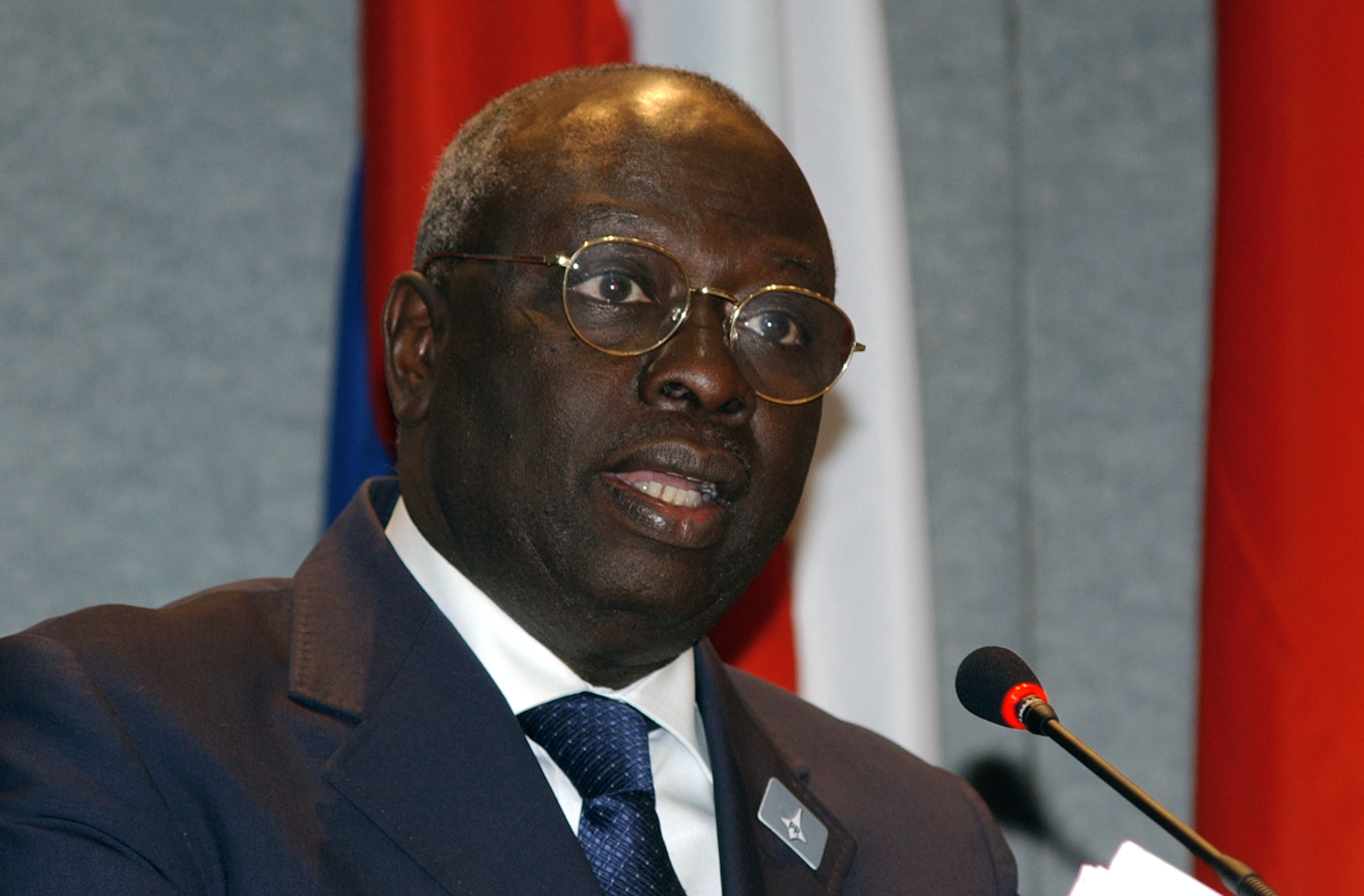
Jacques Diouf, Direttore Generale della FAO dal 1994 al 2011

L'ultimo grande risultato della fine degli anni 80 fu la creazione dell'Agrostat (ora Faostat) nel 1986. Essa rappresenta la più autorevole fonte di informazione statistica in materia agricola del mondo, grazie anche ad un sempre aggiornato database on-line fornito di tre milioni di record su agricoltura, nutrizione, pesca, livello delle foreste, livello e grado di popolazione rurale nei vari stati del mondo, ecc.
Il più significativo di tutti gli eventi succedutisi in questi quindici anni può a pieno titolo considerarsi la scelta nel 1994 di Jacques Diouf come Direttore Generale della FAO. Dopo la conferma nel 2000 del suo secondo mandato, nel gennaio 2006 ha riottenuto la piena fiducia dell'Organizzazione per compierne un terzo.
L'inizio del primo mandato del neoeletto direttore ha visto la nascita di due importanti progetti: il Programma speciale per la sicurezza alimentare (Special Programme for Food Security) ed il Sistema preventivo di emergenza contro le malattie transfrontaliere degli animali e delle piante (Emergency Prevention System for Transboundary Animal and Plant Pests and Diseas).
Il programma SPFS ha come obiettivo primario il dimezzamento entro il 2015 del numero delle persone che soffrono la fame nel mondo (attualmente circa 852 milioni di individui). Attraverso i progetti in più di cento Paesi, si cerca di dare una risposta effettiva ai problemi della fame, della malnutrizione e della povertà in forza di due modalità: aiutando le autorità nazionali ad individuare e pianificare programmi di sicurezza alimentare nazionale e lavorando a fianco di organizzazioni economiche regionali per sviluppare programmi e politiche regionali di sicurezza alimentare.
Se all'inizio alcuni Stati avevano delle riserve in merito alla riuscita del programma, resta comunque da prendere atto che dal 1995 sono state mobilitate risorse finanziarie per un ammontare (attualmente) di 770 milioni di dollari passando dalle 15 nazioni partecipanti nel 1995 alle oltre 70 del 2002. Un risultato senza dubbio positivo, sulla cui falsariga bisogna continuare ancora a lottare, poiché la «FAO must continue to be a strong and persistent advocate for hunger reduction».
Congiuntamente a quest'iniziativa, l'Organizzazione lancia il Sistema preventivo di emergenza contro le malattie transfrontaliere degli animali e delle piante.
Il progetto EMPRES prevede che le istituzioni internazionali:

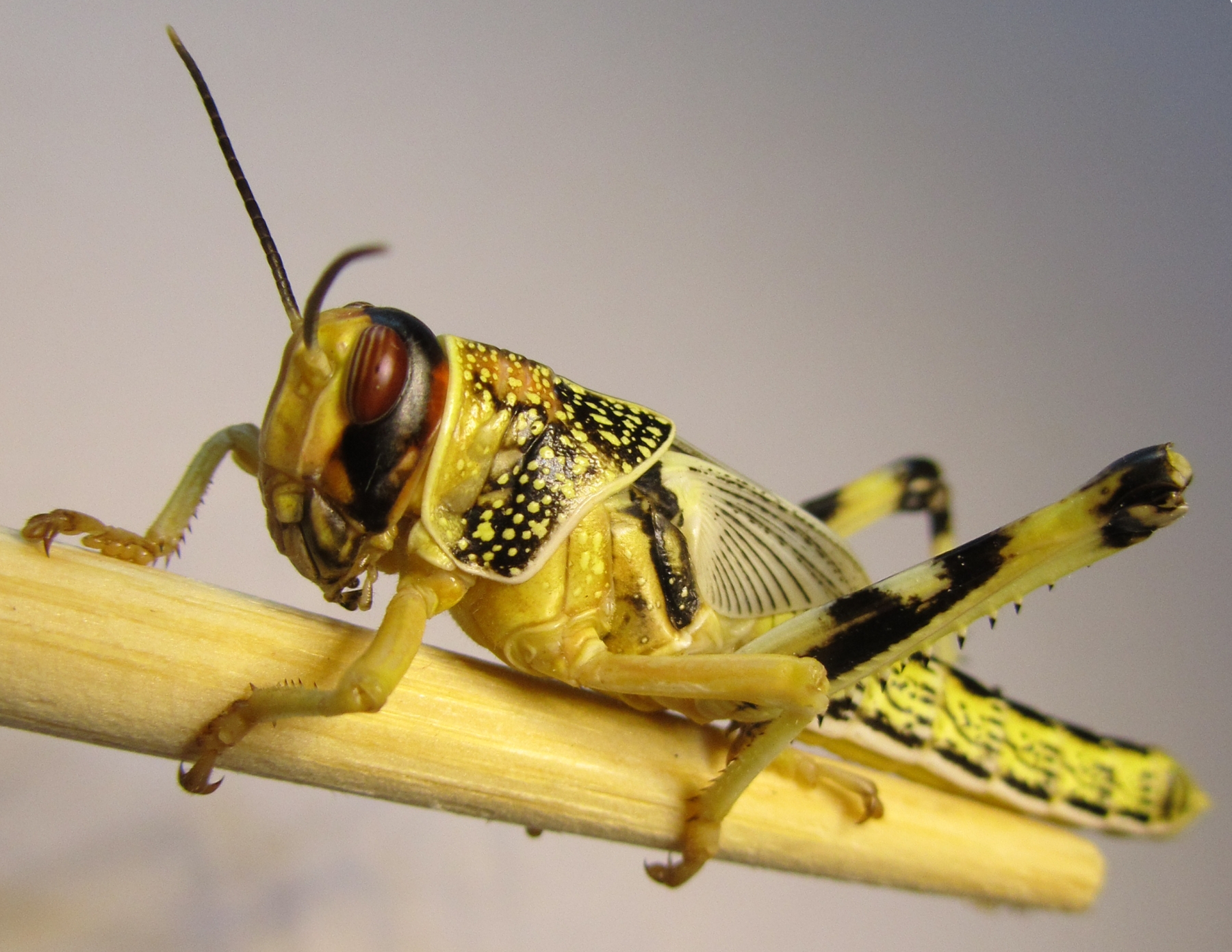
La locusta del deserto

L'evoluzione del programma ha portato però ad innescare la priorità d'azione sui fattori di malattie transfrontaliere delle piante (in special modo contro la locusta del deserto (criquet pélerin), dell'Africa e dell'Asia) creando una sperequazione di fondi d'investimento e soprattutto rischiando di compromettere seriamente il programma contro le malattie transfrontaliere degli animali.
Il destino ha voluto poi che tra la fine del 2005 e l'inizio del 2006 esplodesse il caso dell'influenza aviaria, la quale ha comportato ingenti danni e gravosi rischi per una cifra indefinibile di persone. Se i fondi stanziati per l'EMPRES fossero stati più elevati ed il monitoraggio preventivo di questa malattia più solerte, forse il nocumento generale sarebbe potuto essere meno elevato.
Appena due anni dopo avrà luogo il World Food Summit a Roma. L'adozione plenaria della Dichiarazione di Roma sulla Sicurezza Alimentare Mondiale e del World Food Summit Plan of Action (che hanno visto sia la partecipazione di organizzazioni intergovernative - IGOs – che di organizzazioni non governative - NGOs -) ha notevolmente influenzato l'opinione pubblica su questi problemi ed ha determinato una nuova fase operativa globale.
L'assunzione di sette specifici impegni programmatici nel Plan of Action of the World Food Summit da parte dei Paesi aderenti alla Dichiarazione di Roma costituisce il leitmotiv dell'intero lavoro e, allo stesso tempo, l'affermazione di una critica realtà fattuale: la statuizione contenuta nel settimo impegno conferma la prassi, previamente instauratasi, della responsabilità governativa per ogni singola realtà statale nell'adozione delle politiche del vertice (i.e. soprattutto nelle campagne nazionali Food for All). Il monitoraggio e la valutazione della situazione della sicurezza alimentare internazionale è stata affidata al comitato FAO CFS, Committee on World Food Security, in seno alle Nazioni Unite: è da segnalare poi che il Right to Food riaffermato dal Summit è entrato a far parte dei valori fondamentali sanciti dalla Costituzione di venti Paesi. Tra i preziosi ausili al Plan of Action è da annoverare il contributo che ha fornito il suesposto progetto SPFS che, rifocalizzando più attentamente la sua attività in seno ai paesi LIFDCs, ha creato una stretta cooperazione caratterizzata dallo scambio di conoscenze tecniche e scientifiche.
Ancora, anche le stesse Nazioni Unite crearono il Network on Rural Development and Food Security in seno all'Admnistrative Committee on Coordination nell'aprile 1997 con il compito di lavorare, a livello di singolo stato, su gruppi tematici di sviluppo rurale e sicurezza alimentare.
Nascendo dallo spirito del World Food Day (che si celebra ogni anno il 16 di ottobre), nel 1997 la FAO ha lanciato la prima edizione del TeleFood, manifestazione audiotelevisiva con il precipuo fine di mobilitare risorse finanziarie tramite donazioni dirette degli spettatori palesando loro il drammatico status quo mondiale della malnutrizione e della fame nel mondo. La portata, le decisioni, gli studi che sono scaturiti da questi cinque giorni hanno rappresentato un evento unico della storia contemporanea; purtuttavia, l'entusiasmo dovrà fortemente frenare innanzi ai risultati che saranno esaminati nel 2002 in occasione del successivo vertice mondiale sull'alimentazione.
Nel 2000, su richiesta del Segretario Generale delle Nazioni Unite Kofi A. Annan, la FAO adotta una task force per l'iniziativa di un piano d'azione a lungo termine atto a liberare il corno d'Africa dalla fame.
In effetti 70 milioni di persone, corrispondenti al 45% della popolazione, nel Corno d'Africa vivono in uno Stato d'insicurezza alimentare. L'insufficienza di cibo comporta gravissime conseguenze psicofisiche soprattutto per i bambini, costretti a sopravvivere al di sotto della soglia minima di calorie giornaliere. Ciò implica il rachitismo per i due terzi dei bambini in Etiopia, la morte di un bambino su cinque in Somalia in età prescolare, la malnutrizione cronica delle donne. Si aggiunga che ogni avverso accadimento naturale distrugge quelle già esigue fonti si sostentamento alimentare esistenti (composte dalle derrate offerte dall'irrigazione dell'un per cento di tutte le terre ivi coltivabili!). Per questo si è deciso di perseguire una politica fondata su tre pilastri: ampliare la possibilità di sussistenza reindirizzando i mezzi di produzione con l'adozione, ove possibile, dell'irrigazione nonché della diversificazione su bassa scala dei prodotti agricoli, proteggere i più indigenti con meccanismi di salvaguardia, stabilizzare i conflitti sociali e/o militari permettendo uno sviluppo tecnologico, socioeconomico e cooperazioni regionali.
La scelta metodologica è caratterizzata da strategie stabilite da singoli Country Food Security Programme (CFSP) attinenti sia all'eliminazione nel lungo periodo della minaccia dell'insufficienza alimentare, sia alla rimozione della tragica situazione alimentare attuale. Ferma restando quindi la decisa intenzione di migliorare qualitativamente e quantitativamente la rovinosa realtà del Corno d'Africa, l'attuazione in tre fasi dei CFSP (elaborazione, finanziamento, messa in opera) non ha visto una serrata, produttiva, ed immediata applicazione degli stessi lasciando ancora in balia della tenaglia della fame vittime innocenti.
Successivamente la Conferenza della FAO ha adottato nel 2001 il Trattato internazionale sulle risorse fitogenetiche per l'alimentazione e l'agricoltura destinato a tutelare il lavoro degli agricoltori e degli allevatori di tutto il mondo. Dopo sette anni di negoziazioni con risoluzione 3/2001 la Conferenza ha adottato questa codificazione legalmente vincolante; la definizione data di risorse fitogenetiche è: «any genetic material of plant origin of actual potential value for food and agriculture». Gli obblighi scaturenti dal trattato mirano, concordemente con la Convenzione sulle Biodiversità, a conservare e a conseguire un impiego sostenibile delle risorse fitogenetiche nonché a realizzare una giusta e ponderata condivisione dei benefici derivanti.
Ciò in virtù di un effettivo, efficiente, e trasparente sistema multilaterale che si applica a più di 64 diversificati tipi di raccolti la cui regolamentazione viene stabilita dal Governing Body of the Treaty nel relativo Material Transfer Agreement. L'effetto cui si mira è l'implementazione dello sviluppo agroalimentare con la peculiarità del riconoscimento di basilari diritti per i coltivatori e per gli allevatori che saranno messi in grado di beneficiare di finanziamenti economici a loro volta miranti ad una condivisione dei risultati conseguiti tramite una giusta ed equa utilizzazione collettiva degli stessi. Nell'anno seguente si svolse, sempre a Roma, il World Food Summit: five years later (WFSfyl).
Oltre a ribadire quanto già stabilito nel Summit del '96, il vertice del 2002 ha chiesto:
a) la costituzione di un gruppo di lavoro internazionale incaricato di elaborare direttive generali (non vincolanti) in vista della progressiva realizzazione del diritto al cibo;
b) il rovesciamento della tendenza generale al declino del peso dell'agricoltura e dello sviluppo rurale nei bilanci nazionali dei paesi in via di sviluppo, dell'assistenza da parte dei paesi sviluppati, e dei prestiti delle istituzioni finanziarie internazionali;
c) la presa in considerazione dei contributi volontari al Fondo Fiduciario della FAO sulla sicurezza alimentare, impegnato a garantire sia la sanità del cibo sia l'adeguatezza degli approvvigionamenti.
Si può senz'ombra di dubbio affermare che essa abbia costituito un forum per la politica contro la fame poiché il dibattito non si è limitato esclusivamente all'interno del summit, ma si è condotto anche in seno a tavole rotonde ad hoc tra i vari soggetti interessati. I punti focalizzati dagli Stati partecipanti al summit hanno stabilito che le risorse idriche risultano essere insufficienti per l'adozione degli obiettivi prefissati, non c'è stata abbastanza divulgazione delle conoscenze tecniche, gli investimenti adoperati sono risultati essere irrisori, non c'è stata una effettiva volontà politica degli Stati partecipanti al summit del '96 di tradurre in azione gli impegni presi. Il più vistoso esempio è rappresentato dalla mancata contribuzione dello 0,7% del PIL dei paesi sviluppati in favore dei paesi in via di sviluppo, nonché dello 0,20 del PIL dei primi a favore dei paesi a bassa industrializzazione.
All'affermazione dell'emergenza umanitaria ed alimentare creatasi con la duplicazione in 40 anni (dai tre miliardi degli anni sessanta ai sei miliardi del 2000) della popolazione mondiale – ed in maniera più che proporzionale di quella che soffre la malnutrizione -, è stata offerta una labile risposta che ha migliorato di poco la situazione esistente: la statuizione riportata nella seconda parte del paragrafo 3 della Declaration of the World Food Summit: five years later prevedeva una riduzione annua di individui affetti da cronica carenza alimentare in ragione di 22 milioni l'anno per poter arrivare al dimezzamento entro il 2015 dei circa ottocento milioni di indigenti della Terra; i risultati ottenuti confermano che la riduzione è stata di sei milioni per anno. L'obiettivo temporale sicuramente non verrà rispettato (si ipotizza la realizzazione entro il 2030), ma ciò non toglie forza e speranza che un giorno questa piaga verrà cancellata. La cooperazione e l'adozione di specifici programmi su tre livelli d'azione, quello internazionale, regionale, nazionale, stabilita da questo vertice tende ad incrementare ulteriormente la realizzazione delle finalità di eradicazione della malnutrizione cronica, dello sviluppo equo delle realtà rurali ed agricole, della stabilizzazione dell'assetto sociale, della possibilità di creazione di infrastrutture, dello sviluppo di un mercato interno, dell'accrescimento del benessere generale.

## Mandato
La FAO fornisce assistenza tecnica ai paesi che chiedono di essere assistiti nello sviluppo del proprio settore rurale e nella formulazione di programmi e politiche per la riduzione della fame. Assiste i paesi anche nella pianificazione economica e nella stesura di bozze di legge e di strategie nazionali di sviluppo rurale. La FAO mobilizza e gestisce fondi stanziati dai paesi industrializzati, da banche per lo sviluppo e da altre fonti garantendo che i progetti raggiungano i loro obiettivi, garantendo la piena disponibilità.

### Definizione di norme e standard
Un altro aspetto importante delle attività della FAO è la definizione di norme e standard internazionali e di convenzioni. Garantire una gestione che protegga le risorse marine è l'obiettivo del Codice di condotta per la pesca responsabile Archiviato l'8 luglio 2007 in Internet Archive.. Per ridurre gli effetti nocivi dei pesticidi, la FAO ha promosso la Convenzione di Rotterdam sulla procedura di consenso informato per i prodotti chimici pericolosi e i pesticidi nel commercio internazionale.
La Commissione per il Codex Alimentarius, gestita congiuntamente dalla FAO e dall'OMS, stabilisce le norme per rendere il cibo più sicuro per i consumatori.
Il Trattato internazionale sulle risorse fitogenetiche per l'alimentazione e l'agricoltura, recentemente adottato, delinea i principi per garantire che le future generazioni abbiano accesso alle risorse genetiche, e che tutti ne condividano i vantaggi.

## Direttori generali
| Nº  | Nome                   | Nazione     | Periodo       | Periodo       |
| Nº  | Nome                   | Nazione     | Inizio        | Fine          |
| --- | ---------------------- | ----------- | ------------- | ------------- |
| 1º  | John Boyd Orr          | Regno Unito | Ottobre 1945  | Aprile 1948   |
| 2º  | Norris E. Dodd         | Stati Uniti | Aprile 1948   | Dicembre 1953 |
| 3º  | Philip V. Cardon       | Stati Uniti | Gennaio 1954  | Aprile 1956   |
| 4º  | Herbert Broadley       | Regno Unito | Aprile 1956   | Novembre 1956 |
| 5º  | Binay Ranjan Sen       | India       | Novembre 1956 | Dicembre 1967 |
| 6º  | Addeke Hendrik Boerma  | Paesi Bassi | Gennaio 1968  | Dicembre 1975 |
| 7º  | Edouard Saouma         | Libano      | Gennaio 1976  | Dicembre 1993 |
| 8º  | Jacques Diouf          | Senegal     | Gennaio 1994  | Dicembre 2011 |
| 9º  | José Graziano da Silva | Brasile     | Gennaio 2012  | Luglio 2019   |
| 10º | Qu Dongyu              | Cina        | Agosto 2019   | in carica     |

## Pubblicazioni chiave
Periodicamente la FAO pubblica importanti rapporti che forniscono, in tutto il mondo e a livello di singolo paese, statistiche e proiezioni sulla situazione mondiale delle foreste, della pesca, dell'agricoltura e della malnutrizione. Questa informazione è disponibile nelle cinque pubblicazioni principali della FAO:
- Lo Stato dell'insicurezza alimentare SOFI;
- Lo Stato dell'alimentazione e dell'agricoltura SOFA;
- Lo Stato della pesca e dell'acquacoltura SOFIA;
- Lo Stato delle foreste SOFO;
- Lo Stato dei mercati dei prodotti agricoli SOCO.

Struttura
La FAO è diretta dalla Conferenza plenaria dei paesi membri che si riunisce ogni due anni per analizzare le attività svolte ed approvare il programma di lavoro ed il budget per l'esercizio biennale seguente. La Conferenza elegge il Consiglio, l'organo direttivo, composto da 49 paesi eletti per tre anni a rotazione. La Conferenza elegge anche il direttore generale a capo dell'organizzazione. Ex direttore generale, Jacques Diouf, senegalese, fu eletto nel novembre del 1993, riconfermato nel 1999 e rieletto nel novembre 2005 per un terzo mandato di 6 anni. Al termine del 2011 è stato sostituito dal brasiliano José Graziano da Silva.
Alla FAO lavorano oltre 1600 funzionari e 2000 impiegati nei servizi generali. Poco più della metà lavora presso la sede centrale a Roma; gli altri svolgono la loro attività in oltre 100 paesi diversi.

## Budget
Il budget del Programma Regolare della FAO viene fornito dai paesi membri attraverso contributi stabiliti alla Conferenza biennale. Il budget per il biennio 2006/2007 è stato fissato a 765 700 000 $, e copre il settore tecnico, la cooperazione e la partnership, incluso il Programma di cooperazione tecnica, l'informazione e la politica generale, la direzione e l'amministrazione. Nel 2005-06, i governi membri hanno approvato un'ampia proposta di riforma che prevede tra l'altro un'ulteriore decentralizzazione del personale oltre a misure per raggiungere una maggiore efficienza.

## Aquatic Sciences and Fisheries Abstracts
Aquatic Sciences and Fisheries Abstracts (ASFA) è un servizio di indicizzazione a pagamento, relativo alla letteratura scientifica pubblicata a livello globale in materia di biologia marina e di scienze acquatiche. Fondato nel 1970, è gestito in collaborazione con l'editore ProQuest. Sostituisce i precedenti Current Bibliography for Aquatic Sciences and Fisheries (FAO) e Aquatic Biology Abstracts.

## Dipartimenti

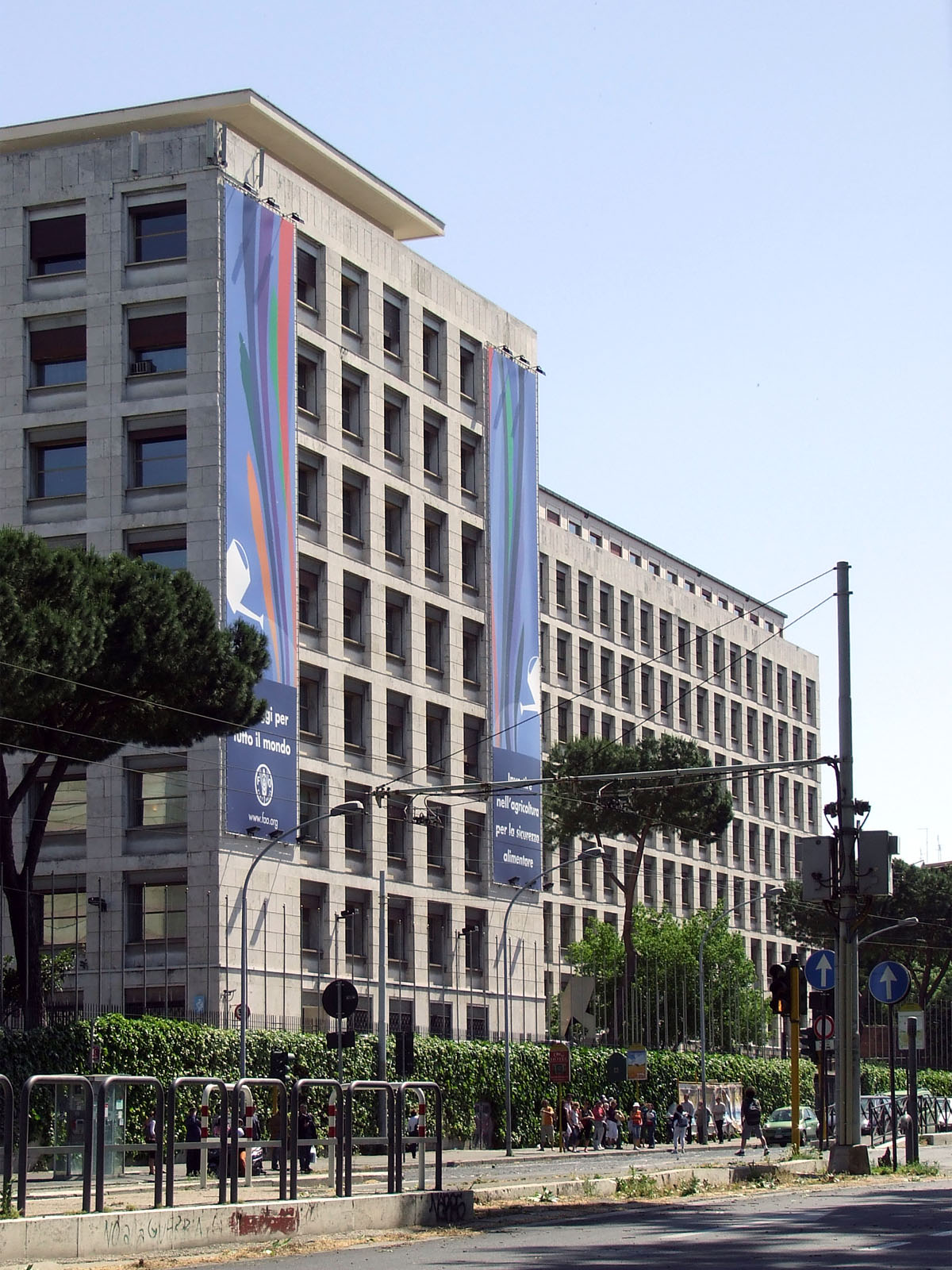
Sede della FAO, a Roma, in Viale delle Terme di Caracalla.

- Agricoltura e Difesa del Consumatore, su fao.org. URL consultato il 18 giugno 2007 (archiviato dall'url originale il 1º agosto 2011).
- Sviluppo Economico e Sociale, su fao.org. URL consultato il 18 giugno 2007 (archiviato dall'url originale il 2 settembre 2011).
- Gestione Risorse Naturali ed Ambiente, su fao.org.
- Pesca e Acquacoltura, su fao.org. URL consultato il 18 giugno 2007 (archiviato dall'url originale il 15 dicembre 2007).[8]
- Foreste, su fao.org.
- Cooperazione Tecnica, su fao.org. URL consultato il 18 giugno 2007 (archiviato dall'url originale il 18 luglio 2011).
- Conoscenza e Comunicazione, su fao.org. URL consultato il 18 giugno 2007 (archiviato dall'url originale il 26 gennaio 2012).
- Risorse Umane, Finanziarie e Fisiche, su fao.org. URL consultato il 18 giugno 2007 (archiviato dall'url originale il 17 settembre 2011).

Uffici regionali in:
- Thailandia,
- Ghana,
- Cile Archiviato l'11 agosto 2011 in Internet Archive.,
- Egitto.

Uffici sub-regionali in:
- Tunisia Archiviato il 4 agosto 2009 in Internet Archive.,
- Zimbabwe,
- Samoa,
- Barbados,
- Ungheria.

Uffici di collegamento a:
- Ginevra,
- Washington D.C.,
- Bruxelles Archiviato il 4 agosto 2007 in Internet Archive.
- Yokohama Archiviato il 22 giugno 2007 in Internet Archive. .

Ha uffici nazionali in più di 79 paesi.